# Ostrovo (Požarevac)
Pour les articles homonymes, voir Ostrovo.
Ostrovo (en serbe cyrillique : Острово) est un village de Serbie situé dans la municipalité de Kostolac et sur le territoire de la ville de Požarevac, district de Braničevo. Au recensement de 2011, il comptait 684 habitants.
Ostrovo est également connu sous le nom de Ostrvo.

## Géographie
Ostrovo est situé sur une île du Danube, à 5 km de Kostolac. Sa position insulaire lui vaut de dépendre de l'éparchie du Banat et non de celle de Braničevo.

## Histoire
Dès avant la Seconde Guerre mondiale, Ostrovo était connu pour sa production de soie.

## Démographie

### Évolution historique de la population
| 1948  | 1953  | 1961  | 1971  | 1981 | 1991 | 2002 | 2011 |
| ----- | ----- | ----- | ----- | ---- | ---- | ---- | ---- |
| 1 150 | 1 209 | 1 707 | 1 716 | 877  | 798  | 685  | 684  |

|  |

## Économie
La population du village vit de l'agriculture. On y produit de la betterave à sucre, du maïs et du blé.